# Nicolaus Ephraim Bach
Nicolaus Ephraim Bach (1690 - 1760) fue un compositor y organista alemán.
Hijo de Jacob Bach, nació en Wasungen. También fue profesor de pintura y administrador del Convento de Gandersheim, Braunschweig, desde 1708 hasta su muerte.